# Villa Real (Milán)
La Villa Real de Milán (en italiano, Villa Reale di Milano, oficialmente Villa Comunale, antiguamente Villa Belgioioso o Villa Belgiojoso Bonaparte), es una villa construida entre 1790 y 1796 por el arquitecto Leopoldo Pollack por encargo del conde Ludovico Barbiano di Belgiojoso. La parte posterior del edificio, donde está la entrada a la Galería de Arte Moderno de Milán, da hacia la Via Palestro, por tanto hacia los Jardines Indro Montanelli, en la zona de Porta Venezia. La fachada principal de la villa se dirige hacia el jardín de estilo inglés, también diseñado por Leopoldo Pollack.
La Villa Real de Milán constituye uno de los principales monumentos del neoclasicismo milanés. Entre las obras neoclásicas presentes en la villa se encuentran las de Luigi Acquisti y Antonio Canova.

## Historia

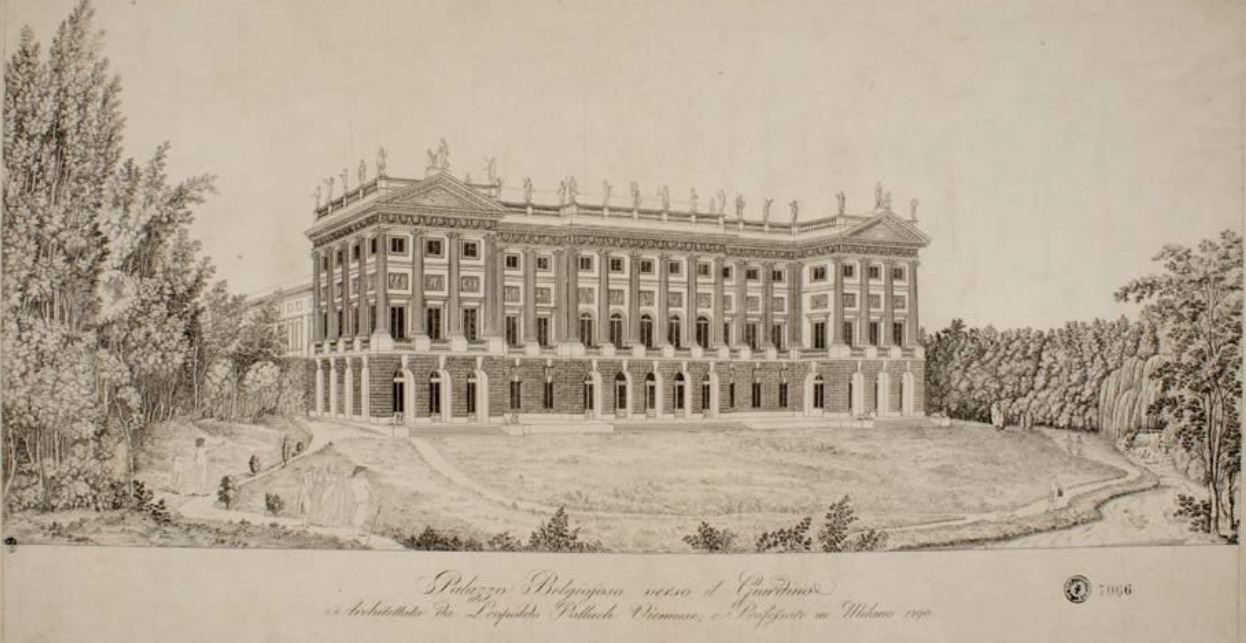
Grabado original de Leopoldo Pollack.

La construcción de esta villa fue encargada por el conde Ludovico di Barbiano e Belgiojoso, consejero del emperador de Austria, para retirarse allí al final de su carrera diplomática y militar. Confió el encargo al arquitecto oficial de la Casa de Austria, Giuseppe Piermarini. El arquitecto, ya autor de los jardines públicos construidos en los alrededores, pasó el encargo a su principal alumno, el austríaco Leopoldo Pollack, quien inició su construcción en 1790 y la completó seis años después. En 1796 empezó la decoración de la planta inferior, que se encargó a Giocondo Albertolli, quien la realizó con tonos sobrios y tranquilos. 
Pocos años después, sin estar aún terminada, tras la muerte del conde Ludovico Belgioioso la villa fue comprada por la República Italiana y se convirtió en residencia de Napoleón. El emperador y su familia se alojaron aquí en sus visitas a Milán, mientras se hizo residencia estable de Eugenio de Beauharnais, hijo adoptivo de Napoleón, nombrado por este virrey de Italia en 1805, y de su esposa, la princesa Augusta de Baviera. Los virreyes encargaron la nueva y ostentosa decoración del piano nobile, en la que participaron, entre otros, Andrea Appiani. Con la vuelta del gobierno austríaco, el edificio se convirtió en propiedad de los virreyes austríacos y fue habitado entre otros por el mariscal Josef Radetzky, quien firmó aquí la Paz de Milán de 1849, que decretó la rendición de la ciudad a Austria. A partir de mediados del siglo XIX pasó a ser propiedad de la Corona Sabauda.
En 1920 fue comprada por el municipio de Milán, que en 1921 instituyó allí la Galería de Arte Moderno de Milán, que aún alberga en la actualidad. En 1951 se construyó al lado de la villa el Pabellón de Arte Contemporáneo, más conocido como PAC, construido con el objetivo de alojar muestras temporales de arte contemporáneo y que ha albergado exposiciones de artistas de nivel internacional. Fuertemente dañada por el atentado de 1993, fue objeto de restauraciones y actualmente contiene colecciones de época neoclásica y romántica, además de las donaciones Grassi y Vismara, de la Galería de Arte Moderno de Milán.

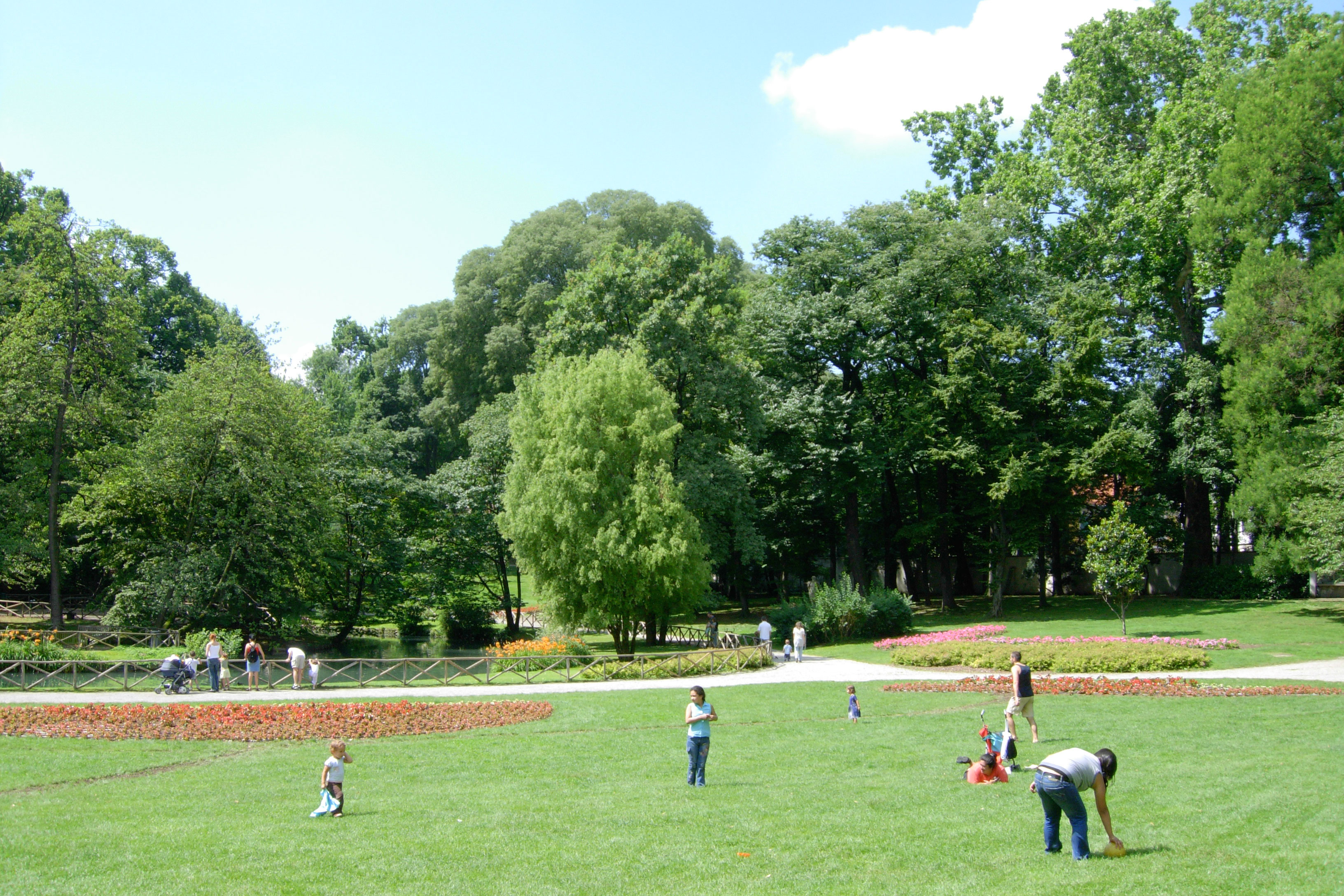
Los jardines en la actualidad.

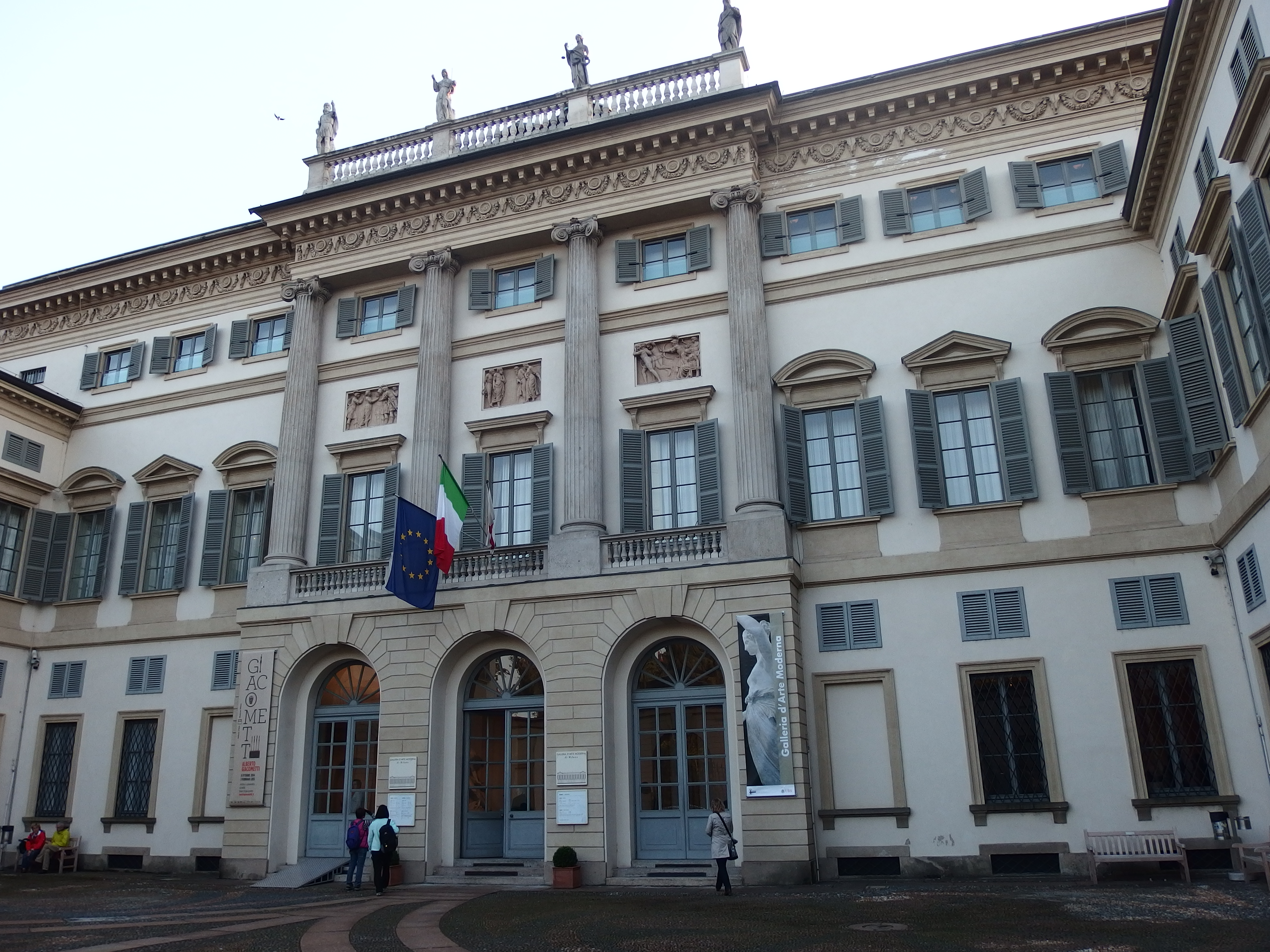
La fachada de la villa hacia la Via Palestro.

## Descripción
El proyecto respeta la usual tipología de la villa con planta en U, constituida por un cuerpo principal y dos alas más bajas perpendiculares a él que encierran el patio de honor, que da hacia la calle, desde donde podían acceder los carros. Hacia el jardín se despliega una amplia fachada horizontal, donde dan las habitaciones más importantes del palacio.
Hacia la Via Palestro da el largo muro circundante, decorado con sillares, interrumpido por las fachadas de las dos alas laterales, que tienen solo dos plantas. Se accede al patio de honor a través de tres arcos que se abren bajo una columnata jónica. Este patio está dominado por la fachada norte del cuerpo principal, que corona las alas laterales y tiene una planta más. Los tres arcos del muro exterior se repiten en los cuatro lados del patio, lo que le confiere simetría y unidad. El cuerpo central está coronado por cuatro columnas jónicas que continúan visualmente en las cuatro esculturas elevadas sobre la barandilla, creando un efecto de solemne verticalidad. La decoración de esta fachada es sobria y contenida.
Todos los temas figurativos representados en el exterior fueron dictados por el eminente poeta Giuseppe Parini. En la fachada del patio hay tres bajorrelieves: La Templanza (Ulises en la casa de Circe), La Hospitalidad (Filemón y Baucis alojan a Júpiter y Mercurio), y La simulación castigada (Ulises ahuyenta a los pretendientes de Penélope), mientras desde la barandilla dominan Cronos, Cibeles, Vesta y Plutón.
En la fachada hacia el parque, considerada la obra maestra de Pollack, destaca la tendencia horizontal. Dominan la armonía y la racionalidad a través de la rítmica sucesión de los elementos que la constituyen: los arcos de la planta baja abiertos en la parte alta del zócalo, las semicolumnas alternadas a las ventanas y a los altorrelieves del piano nobile, las decoraciones del friso, las estatuas que coronan la barandilla... Confieren movimiento los tres cuerpos, que sobresalen ligeramente entre ellos: el segmento central y las dos alas laterales que culminan con los tímpanos que albergan el Carro del Día y el Carro de la Noche.
Aquí son numerosos los relieves ideados por Parini:
Júpiter y Juno, Las Gracias, Acteón, Minerva y Neptuno disputan el nombre de Atenas, Baco y Ariana, Sileno, Iride presenta al Sueño la ninfa Pasitea, Siringa, Pomona y Vertumno, Júpiter secuestra a Ganímedes, Juicio de Paris, Cupido y Psique, Las bodas de Anfítrite, Marte y Venus en la red de Vulcano, César enseñando a Triptólemo agricultura, Mercurio durmiendo a Argo, Hércules y Ebe, un ídolo, Zefiro enseña canto a los cisnes, Silvano y Cipariso, Aurora y Céfalo, Céfalo y Procri.

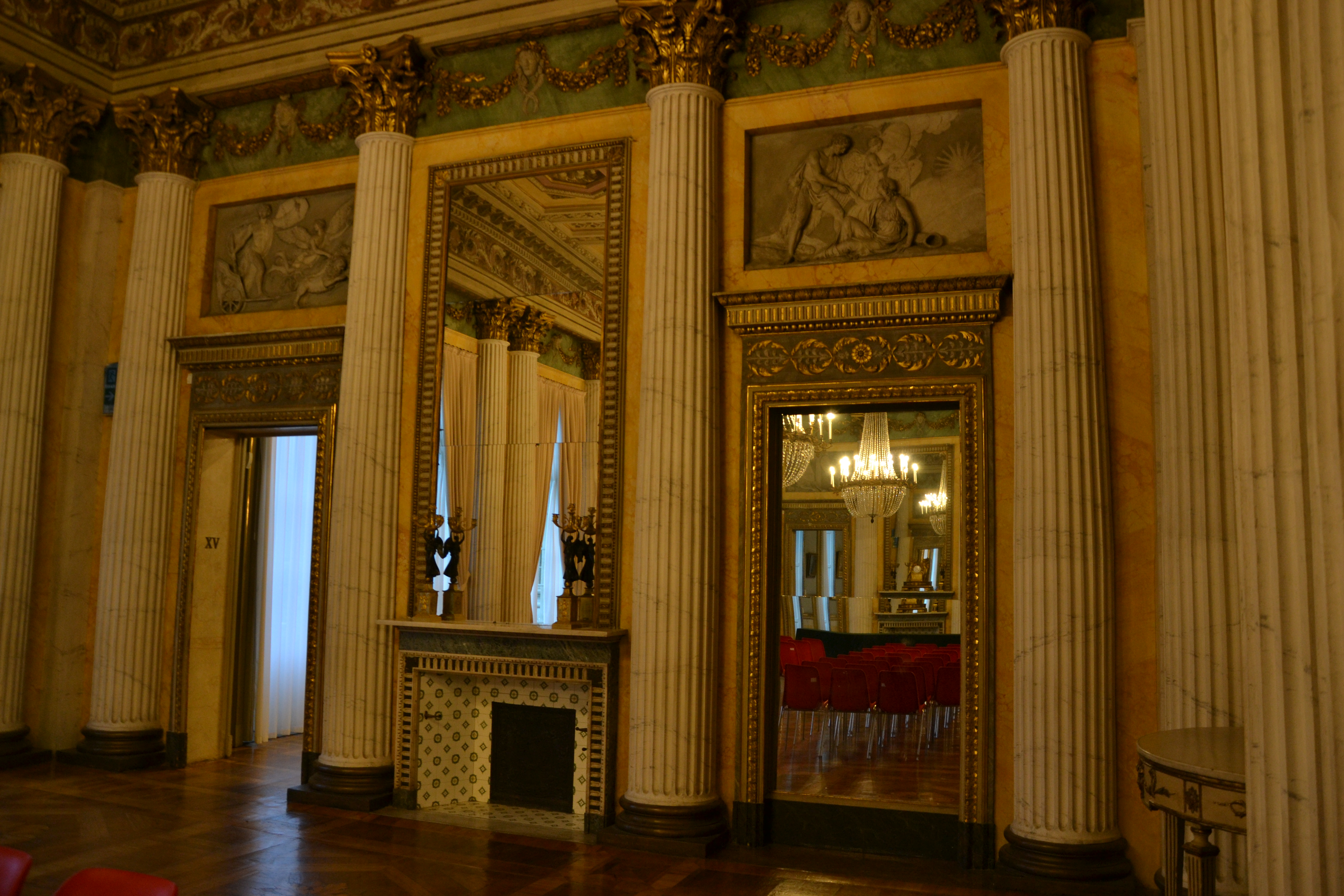
Decoración del Salón de Baile.

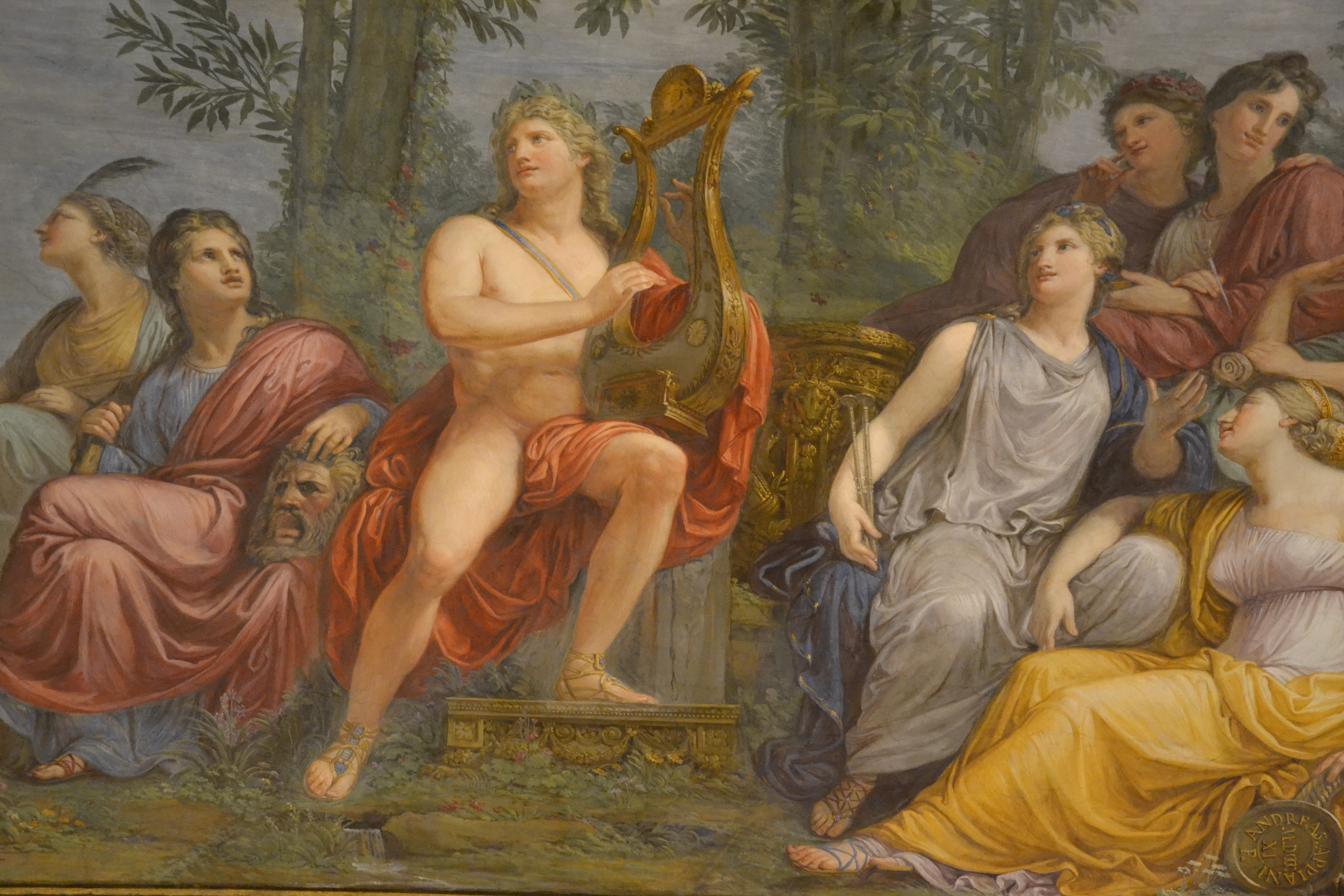
Detalle del Parnaso de Andrea Appiani.

El acceso a la planta baja se realiza por el arco central del patio de honor, que conduce a un atrio monumental y presenta una decoración sobria con pilares y semicolumnas dóricas que destacan sobre el blanco de las paredes, lo que resalta las esculturas neoclásicas que alberga, entre las cuales destaca el monumental Aquiles herido de Innocenzo Fraccaroli. Desde aquí se puede acceder a las distintas salas, antiguamente todas con funciones de representación, decoradas a finales del siglo XVIII con motivos clásicos, entre los que destacan los célebres estucos de Albertolli.
A la segunda planta, que albergaba los apartamentos privados, se accede a través de la escalera monumental que empieza en el atrio derecho del patio principal. La escalera presenta una estructura nítida y desnuda, que contrasta con la exuberancia de la decoración interior. Desde aquí, a través de una antecámara de conexión, se accede al gran atrio abierto con amplias arcos hacia el fastuoso Salón de Baile (sala de ballo), la mayor estancia de la villa, destinada a las recepciones. El pavimento de madera es del ebanista Maggiolini, y desde él se elevan las columnas blancas profundamente estriadas que dominan con sus capiteles dorados con hojas de acanto el rico entablamento con festones. El techo es artesonado y contiene motivos vegetales. La restauración de los primeros años del siglo XXI ha recuperado los vivaces colores que caracterizan toda la decoración, basada en el contraste cromático de los distintos elementos, en las gamas del amarillo, el verde y el rosa. Elementos destacados de la decoración son las cuatro sobrepuertas de Grazioso Rusca, con estucos con relieve.
Aún más exuberante es la decoración de la sala de esquina hacia el jardín, utilizada originalmente como comedor y llamada también sala del Parnaso por el fresco situado en el centro del techo, obra maestra de Andrea Appiani encargada por el Príncipe Eugene de Beauharnais. El fresco reproduce un tema renacentista ya hecho célebre por Rafael en las Estancias Vaticanas y por Mantegna, reproducido posteriormente por Mengs en Villa Albani. Según la iconografía tradicional, la escena, ambientada en los bosques del mítico monte, tiene en el centro al dios Apolo, que intenta tocar la lira para alegrar las siete Musas que lo rodean, representadas en tres grupos. A la izquierda Erató y Talía bailan graciosas, en el centro Apolo acaricia las cuerdas del refinado instrumento junto a Melpómene, que tiene la máscara de la tragedia, y Urania, con el globo y los instrumentos matemáticos. A la derecha Terpsícore mira fascinada a Apolo, mientras Clío observa a sus compañeras. Euterpe, Calíope y Polimnia cierran la composición, firmada "Andreas Appiani 1811".
Las paredes de la sala están realizadas en marmorino amarillo y divididas por columnas y lesenas con capiteles corintios de marmorino verde. El friso de la cornisa está constituido por festones con guirnaldas florales con las que se alternan máscaras mitológicas que representan a Baco. El techo de bóveda de cañón está subdividido en casetones cuadrados, con decoraciones vegetales de formas diferentes que se repiten a intervalos regulares. La bóveda está cerrada lateralmente con dos lunetas en bajorrelieve con tema mitológico con ángeles que tocan instrumentos, bailan y realizan sacrificios votivos, realizadas por el escultor ticinés Giocondo Albertolli, llamado en 1774 por el arquitecto Piermarini.

## Jardines

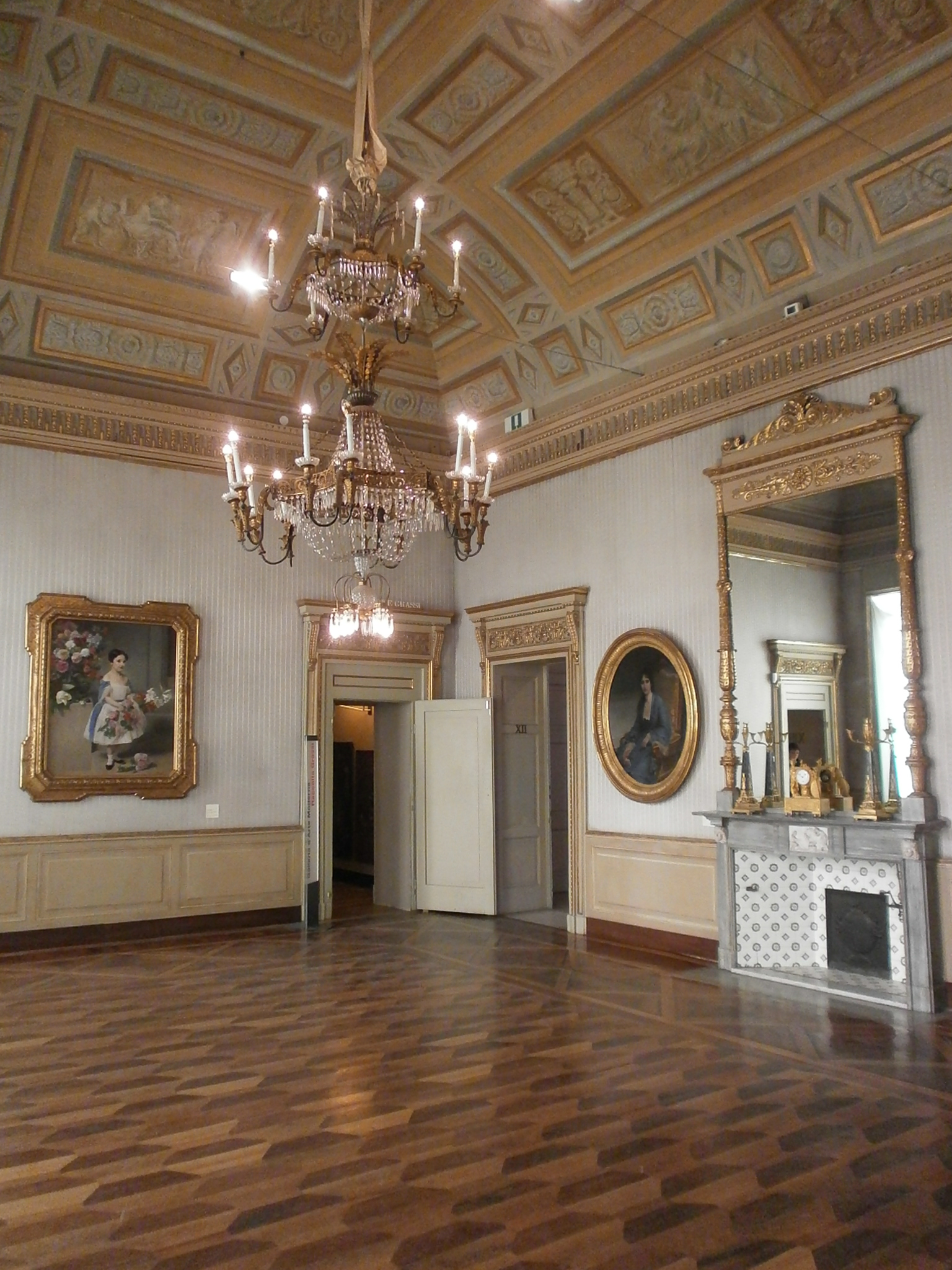
Una de las salas de la villa que albergan la Galería de Arte Moderno de Milán.

Los jardines ocupan una superficie de 24 000 m² (incluida la villa). Se caracterizan por un estanque con perímetro sinuoso, puentes, un templete y grutas. La mayor parte de las plantas data del siglo XIX. Fueron abiertos al público entre 1935 y 1938.

## Curiosidades
En este lugar se grabó la película Un povero ricco.